# H.D. Deve Gowda
H.D. Deve Gowda, född 18 maj 1933 i Haradanahalli, distriktet Hassan, Karnataka, är en indisk politiker som var Indiens premiärminister 1996–1997.
Han föddes i byn Haradanahalli och är utbildad civilingenjör.

## Politisk karriär i urval
- Medlem i Kongresspartiet 1953–1962
- Medlem i Karnatakas lagstiftande församling, först som partilös 1962–1983
- Anslöt sig till en utbrytargrupp ur Kongresspartiet 1969
- Oppositionsledare i hemstaten 1972–1977
- Satt fängslad under undantagstillståndet 1975
- Delstatsminister 1983–1987
- Valförlust för Deve Gowda och Janata Party i delstatsvalet
- Ledamot av Lok Sabha 1991–
- Premiärminister i delstaten 1994–1996
- Federal premiärminister 1996–1997 för Janata Dal och Third Front